# Thyroptera devivoi
Thyroptera devivoi är en fladdermus i familjen sugskålsvingade fladdermöss som förekommer i Sydamerika. Artepitet i det vetenskapliga namnet hedrar zoologen Mario de Vivo som var forskargruppens mentor när de var studenter.
Arten har 35,7 till 38 mm långa underarmar och vikten för en hanne var 5 g. Kroppslängden (huvud och bål) varierar mellan 38,4 och 46 mm och svanslängden är 24,6 till 29 mm. Djuret har 9 till 11 mm stora öron. Håren på ovansidan kan vara svarta nära roten och kanelbruna vid spetsen men det finns även helt kanelbruna hår. På undersidan är håren alltid tvåfärgade med en mörkbrun bas och en ljusbrun till vit spets. Kännetecknande är dessutom en kort och ullig päls mellan axlarna. På den mörka gråbruna flygmembranen några glest fördelade vita hår. Dessutom finns ett område med längre rödbruna hår på undersidan av svansflyghuden. Liksom andra familjemedlemmar har Thyroptera devivoi en sugskål på handen nära tummen. Skålen är oval med en längd av cirka 3,5 mm och en bredd av ungefär 2,5 mm. Det finns en klaff mellan överkäkens framtänder och hörntanden.
Denna fladdermus registrerades i södra Guyana och i nordöstra Brasilien (delstat Piauí). Populationerna är skilda från varandra och de utgör kanske två olika arter. Djuret lever i savannlandskapet Cerradon och i liknande områden.